# Plomb
Plomb és un municipi francès situat al departament de la Manche i a la regió de Normandia. L'any 2007 tenia 381 habitants.

## Demografia

### Població
El 2007 la població de fet de Plomb era de 381 persones. Hi havia 152 famílies de les quals 39 eren unipersonals (31 homes vivint sols i 8 dones vivint soles), 43 parelles sense fills, 51 parelles amb fills i 19 famílies monoparentals amb fills.
La població ha evolucionat segons el següent gràfic:
Habitants censats

### Habitatges
El 2007 hi havia 194 habitatges, 156 eren l'habitatge principal de la família, 23 eren segones residències i 15 estaven desocupats. 180 eren cases i 14 eren apartaments. Dels 156 habitatges principals, 94 estaven ocupats pels seus propietaris, 57 estaven llogats i ocupats pels llogaters i 5 estaven cedits a títol gratuït; 1 tenia una cambra, 9 en tenien dues, 43 en tenien tres, 46 en tenien quatre i 58 en tenien cinc o més. 133 habitatges disposaven pel capbaix d'una plaça de pàrquing. A 74 habitatges hi havia un automòbil i a 74 n'hi havia dos o més.

### Piràmide de població
La piràmide de població per edats i sexe el 2009 era:
| Homes | Edats   | Dones |
| ----- | ------- | ----- |
| 0     | 95 o +  | 0     |
| 0     | 90 a 94 | 0     |
| 0     | 85 a 89 | 4     |
| 4     | 80 a 84 | 8     |
| 0     | 75 a 79 | 8     |
| 8     | 70 a 74 | 4     |
| 4     | 65 a 69 | 12    |
| 8     | 60 a 64 | 8     |
| 8     | 55 a 59 | 4     |
| 8     | 50 a 54 | 12    |
| 4     | 45 a 49 | 8     |
| 20    | 40 a 44 | 12    |
| 16    | 35 a 39 | 12    |
| 16    | 30 a 34 | 20    |
| 16    | 25 a 29 | 8     |
| 4     | 20 a 24 | 20    |
| 20    | 15 a 19 | 12    |
| 28    | 10 a 14 | 12    |
| 16    | 5 a 9   | 20    |
| 8     | 0 a 4   | 16    |

## Economia
El 2007 la població en edat de treballar era de 255 persones, 192 eren actives i 63 eren inactives. De les 192 persones actives 173 estaven ocupades (95 homes i 78 dones) i 19 estaven aturades (11 homes i 8 dones). De les 63 persones inactives 24 estaven jubilades, 22 estaven estudiant i 17 estaven classificades com a «altres inactius».

### Ingressos
El 2009 a Plomb hi havia 158 unitats fiscals que integraven 410 persones, la mediana anual d'ingressos fiscals per persona era de 17.156 €.

### Activitats econòmiques
Dels 11 establiments que hi havia el 2007, 1 era d'una empresa alimentària, 1 d'una empresa de fabricació d'altres productes industrials, 1 d'una empresa de construcció, 3 d'empreses de comerç i reparació d'automòbils, 1 d'una empresa immobiliària, 3 d'empreses de serveis i 1 d'una entitat de l'administració pública.
L'únic servei als particulars que hi havia el 2009 era un taller de reparació d'automòbils i de material agrícola.
L'únic establiment comercial que hi havia el 2009 era una fleca.
L'any 2000 a Plomb hi havia 32 explotacions agrícoles que ocupaven un total de 616 hectàrees.

## Equipaments sanitaris i escolars
El 2009 hi havia una escola elemental integrada dins d'un grup escolar amb les comunes properes formant una escola dispersa.

## Poblacions més properes
El següent diagrama mostra les poblacions més properes.